# Holotrichia seticollis
Holotrichia seticollis är en skalbaggsart som beskrevs av Moser 1912. Holotrichia seticollis ingår i släktet Holotrichia och familjen Melolonthidae. Inga underarter finns listade i Catalogue of Life.